# Académie des technologies
Die Académie des technologies ist eine französische Gelehrtengesellschaft, die am 12. Dezember 2000 gegründet wurde und deren Ziel es ist, „die Gesellschaft über den besten Einsatz von Technologie aufzuklären“.

## Geschichte
Die Idee der Académie des technologies wurde 1997 von Jacques-Louis Lions, dem damaligen Präsidenten der Académie des sciences, ins Leben gerufen. Die Reform wurde 1998 vom Rat für Anwendungen der Akademie der Wissenschaften (CADAS) bestätigt, dem sie folgen sollte. Die Académie des technologies wurde schließlich am 12. Dezember 2000 gegründet, mit Pierre Castillon als erstem Präsidenten.
Im März 2007 wurde sie gemäß dem Gesetz über das Forschungsprogramm von 2006 zu einer öffentlichen Einrichtung.
Sie wurde durch Artikel 111 des Gesetzes Nr. 2013-660 vom 22. Juli 2013 über Hochschulbildung und Forschung unter den Schutz des Staatspräsidenten gestellt.

## Zusammensetzung, Ziele und Tätigkeiten
Die Akademie setzt sich aus 330 französischen und ausländischen Mitgliedern zusammen, die durch Kooptation ernannt und durch ein nationales und internationales Netzwerk von Experten verstärkt werden. Zehn Abteilungen erstellen Mitteilungen, Stellungnahmen, Berichte und Gutachten.
Ihr Ziel ist es, wissenschaftliches und technisches Fachwissen zur Verfügung zu stellen und die Technologiedebatte zu eröffnen, zu ermöglichen und zu bereichern, gemäß ihrem Motto:
„Für einen vernünftigen, gewählten, gemeinsamen Fortschritt“.
Ihre Maßnahmen richten sich hauptsächlich an drei Arten von Zielgruppen: Behörden, Unternehmen und die Zivilgesellschaft. Durch den Status einer öffentlichen Einrichtung ergibt sich einen öffentlichen Auftrag. Die Akademie ist ausdrücklich mit einer beratenden Funktion für die französische Regierung betraut.
Die Akademie tritt zu einer Versammlung zusammen, um die Stellungnahmen und den Jahresbericht zu verabschieden und über Kooptierungen abzustimmen. Das Präsidium setzt sich zusammen aus einem gewählten Präsidenten, einem Vizepräsidenten und einem Generaldelegierten sowie dem scheidenden Präsidenten. Der akademische Rat, der auch als Verwaltungsrat fungiert, setzt sich neben den Mitgliedern des Präsidiums aus fünf Mitgliedern der Versammlung, die von ihren Organen (Sektionen) ernannt werden, und sieben von der Generalversammlung gewählten Mitgliedern zusammen. Der akademische Rat und in einigen Fällen auch das Präsidium leiten die Akademie.
Die Académie des technologies ist Mitglied im europäischen Verband European council of academies of applied sciences, technologies and engineering (Euro-CASE), der 21 Akademien und 6.000 Experten vereint, und im internationalen Verband International council of academies engineering and technological sciences (CAETS).

## Organisation der Akademie

### Präsidenten
- Pierre Castillon, président-fondateur (1999–2002)
- Jean-Claude Lehmann (2003–2004)
- François Guinot (2005–2006) et (2007–2008)
- Alain Pompidou (2009–2010)
- Bruno Revellin-Falcoz (2011–2012)
- Gérard Roucairol (2013–2014)
- Alain Bugat (2015–2016)
- Alain Bravo (2017)
- Bruno Jarry (2018)[4]
- Pascal Viginier (2019–2021)[4]
- Denis Ranque (2021-)[5]

### Vizepräsidenten
- Jean-Claude Lehmann
- François Guinot (2003–2004)
- Yves Farge (2005–2006)
- Alain Pompidou (2007–2008)
- Bruno Revellin-Falcoz (2009–2010)
- Gérard Roucairol (2011–2012)
- Alain Bugat (2013–2014)
- Alain Bravo (2015–2016)
- Bruno Jarry (2017–2018)
- Dominique Vernay (2019–2021)[4]

### Generaldelegierte
- Pierre Perrier (2001–2004)
- Paul Parnière (2005–2007)
- Pierre-Etienne Bost (2007–2010)
- Jean-Claude Raoul (2011–2013)
- Alain Bravo (2013–2014)
- Olivier Appert (2015–2016)
- Edwige Bonnevie (2019–2021)[4]

### Mitglieder (Auswahl)
- Hervé Arribart, Physiker und Chemiker
- Alain Aspect (* 1947), Physiker
- Véronique Bellon-Maurel (* 1964), Agraringenieurin
- Alain-Michel Boudet, Biologe
- Thierry Breton (* 1955), Geschäftsführer von Atos
- Gérald Bronne, Soziologe
- Éric Carreel, Ingenieur und Unternehmer
- Bernard Charlès, Geschäftsführer von Dassault Systèmes
- Philippe Ciarlet (* 1938), Mathematiker
- Bernard Decomps, Physiker
- Barbara Demeneix (* 1949), Endokrinologin
- Jacques Ducuing, Physiker
- Albert Fert (* 1938), Physiker
- Mathias Fink, Physiker
- Paul Friedel, Ingenieur
- Erol Gelenbe, Informatiker
- Marc Giget, Unternehmer
- Luc Julia, Ingenieur und Informatiker
- Daniel Kaplan, Physiker
- François Képès, Biologe
- Patrick Lagadec, Wirtschaftswissenschaftler
- Michel Lavalou, Chemiker
- Jean-Marie Lehn (* 1939), Chemie-Nobelpreisträger
- Jacques Lewiner, Physiker
- Valérie Masson-Delmotte (* 1971), Paläoklimatologin
- Victoire de Margerie, Unternehmerin
- Bernard Maitenaz, Physiker und Unternehmer
- André Maréchal (1916–2007), Physiker
- Jacques Marescaux, Arzt
- Bertrand Meyer (* 1950), Informatiker
- Linh Nguyen, Physiker
- Brigitte Plateau (* 1954), Informatikerin und Universitätspräsidentin
- Jean Todt (* 1946), Präsident der Fédération Internationale de l’Automobile
- Roland Vardanega, Unternehmer
- Pierre Veltz, Ingenieur und Soziologe